# Мечеть имени Зайнуллы Ишана
Мечеть имени Зайнуллы Ишана (баш. Зәйнулла ишан исемендәге мәсет) — находится в г. Учалы. Двухэтажное кирпичное здание мечети с тремя минаретами построено 20 ноября 2009 года. Мечеть расположена на окраине города, неподалеку начинается коттеджный посёлок. Место возведения культового сооружения было выбрано не случайно: город разрастается и через 10 лет мечеть будет находиться в самом центре.

## История мечети
Мечеть назвали в честь башкирского просветителя Зайнуллы Ишана. Зайнулла Хабибуллович Расулев родом из этих краев. Он родился 25 марта 1833 года в деревне Шарипово Оренбургской губернии (ныне Учалинский район Республики Башкортостан). Благодаря этому прогрессивному человеку в XIX веке открывается много новых школ и медресе, налаживается книгоиздательское дело, начинают выходить десятки газет и журналов. В 1884 году Зайнулла Расулев, при финансовой поддержке казахского бая Алтынсарина, открыл медресе «Расулия» в Троицке, ввел там новую методику обучения, наряду с традиционными богословскими предметами в учебную программу включил арифметику,
физику, химию, географию, чистописание, рисование, русский и старотюркский языки. В новой мечети мусульмане Учалинского района верующие собираются не только для праздничных молитв, но и для получения знаний.

## Строение мечети
На первом этаже находится молельный зал для мужчин. Второй — отведен для женщин. Есть и полуподвальные помещения. Там расположены кухня, столовая, класс для занятий. Возможно, это единственная мечеть в республике, где предусмотрен отдельный вход для женщин. Как отметил Наип хазрат, мечеть имени Зайнуллы-ишана — массивное здание с тремя минаретами, основной из которых возвышается на 20 метров от фундамента.